# Гуженкова, Анастасия Дмитриевна
Анастаси́я Дми́триевна Гуженко́ва (род. 16 августа 1997, Тольятти) — российская пловчиха, призёр чемпионата Европы 2018 года, мастер спорта международного класса.

## Биография
Родилась в Тольятти. С 2004 года тренируется в местной КСДЮСШОР № 10 «Олимп».
Первым тренером была Алла Журавлёва, у неё тренировалась восемь лет, в дальнейшем занималась у Татьяны Климентьевой и Елены Белковой.

## Спортивные достижения
В 2011 году на Европейском юношеском олимпийском фестивале завоевала две золотых и одну серебряную награды. На следующий год стала чемпионом Европы среди юниоров в эстафетном плавании и победительницей и призёром первенства России.
В 2013 году стала бронзовым призёром Кубка России, обладательницей трёх золотых медалей чемпионата Европы среди юниоров, двух золотых и одной бронзовой наград на чемпионате мира среди юниоров.
В 2014 году стала бронзовым призёром чемпионата и кубка России. На следующий год улучшила свои достижения став серебряным призёром чемпионата Росcии (200 м баттерфляем на короткой воде) и обладательницей Кубка России.
В 2016 году завоевала серебряную и бронзовую медали чемпионата России и стала серебряным призёром Кубка России.
В 2017 году стала серебряным призёром чемпионата России на дистанции 200 метров вольным стилем с результатом 1.57,38 и на дистанции 200 метров баттерфляем (2.09,62) и прошла отбор в сборную России для участия в чемпионате мира по водным видам спорта 2017 года. На чемпионате на дистанции 200 метров баттерфляем Анастасия не смогла пробиться в полуфинал и стала четвёртой в составе сборной на эстафете 4×200 кролем. Также стала третьей на Кубке России на дистанции 100 метров баттерфляем и третьей на дистанции 400 м вольным стилем на II этапе международных соревнований «Mare Nostrum» в Барселоне. На XXVIX всемирной летней Универсиаде в составе сборной России завоевала серебряную медаль в эстафете 4×100 м вольным стилем и стала победительницей в составе сборной России в эстафете 4×200 метров вольным стилем.

## Семья
- Гуженков, Владимир Фёдорович — дед